# 莫斯特磨坊
莫斯特磨坊（英語：Mostert's Mill、南非语：Mostert se Meul ）是位于南非开普敦 Mowbray一座历史悠久的风车。它建于1796年，是南非现存最古老且唯一的完整风车。 

## 历史
该磨坊建于公元1796年左右，是吉斯伯特·范·雷恩（Gysbert van Renen）的农场Welgelegen上的一個私人磨坊，在范·雷恩（Ven Renen）死后，磨坊改以其女婿Sybrand Mostert的名字命名。这是开普敦的第一家私有磨坊。磨坊于1873年停业，在1889年被出售给威尔克斯先生，后者于1891年将其出售给塞西尔·罗德斯（ Cecil Rhodes），之後磨坊就被废弃了。荷兰女权主义者克里斯蒂安·布雷默（Christiaan Bremer）在之後為磨坊进行了修复。修复后的磨坊由荷兰全权公使和特使洛伦兹博士于1936年2月1日启用。总理赫尔佐格将军出席了典礼，磨坊并为客人磨了面粉 。 
磨坊不常被使用，在第二次世界大战期间再次废弃。  1986年，风轴破裂，风帆坠落到地面。南非某建筑学会发起了一场保护该磨坊的运动，并于1993年成立了莫斯特特磨坊之友會。邓宁-布雷默（Dunning-Bremer）于1995年对工厂进行了进一步修复，使磨坊恢复了功能，花費了R245,000 。2021年受到大火襲擊而受損。

## 描述

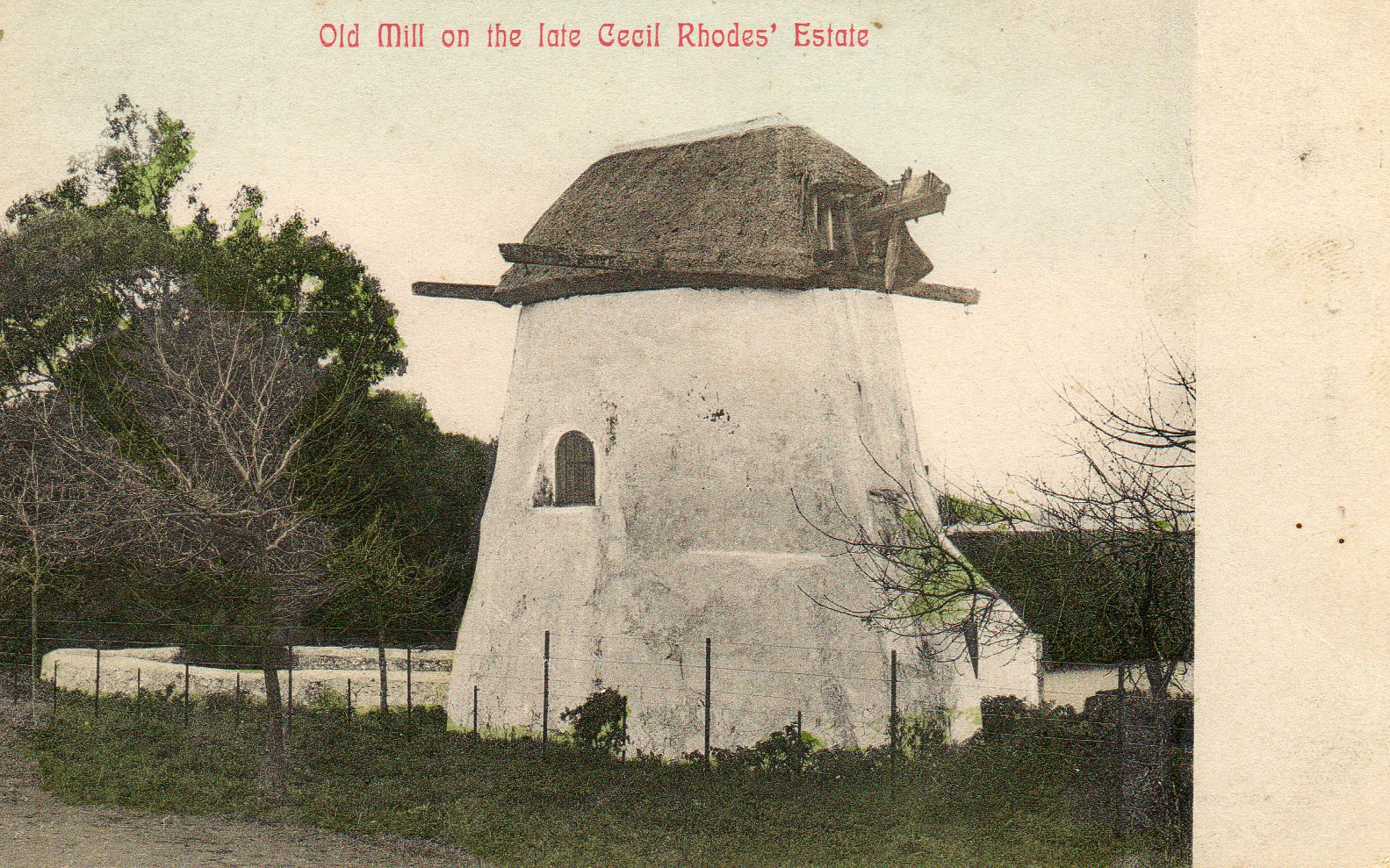
1900年代的莫斯特（Mostert's）磨坊，展示了风轴上的原始木质圆头

莫斯特磨坊（Millert's Mill)是三层塔式磨坊。外部地面直徑7.94（26英尺1英寸）公尺，塔高6.68（21英尺11英寸）公尺。塔底的2.28（7英尺6英寸）公尺為石造，其上然為未烤砖。塔底的墙壁1.15（3英尺9英寸）公尺厚，塔內的直徑5.64（18英尺6英寸）公尺。 
頂蓋是截头圆锥形，以茅草覆蓋。轧机有四个普通的风帆 ，并由一根尾杆缠绕。因为当不来梅在1935年修復磨坊时没有舊有风帆可以复制，所以使用荷兰的传统的普通风帆。在1935年修復时安装的风帆为6.00（19英尺8英寸）公尺长1.75（5英尺9英寸）公尺宽，在前缘装有挡风板。 南非其他风车都没有这种功能。跨度为14.45（47英尺5英寸）公尺，将其放在柚木风轴上。由于木轴的末端已腐烂，因此在1935年安装了铸铁圆头。 当代的南非风车都带有木制的风车轴，除了盐河风车使用了铁十字的風車軸。1995年的修復工程安装了由綠子樹制成的替代风轴。风轴带有一个扣环制动轮 ，直径为770（2英尺6英寸）公厘并有47個嵌齿轮。它通过带有十六个梯级的灯笼小石螺母来驱动一对磨石。磨石包括原始流道石和非原始基石。后者是安装于1935年的库伦石，来自荷兰格罗宁根省莱恩斯的一台风车 。

## 位置与交通
莫斯特磨坊位于魔鬼峰 （ Devil's Peak）斜坡上的开普敦大学附近的M3公路旁，是當地著名的地标。 莫斯特磨坊之友會（Friends of Mostert's Mill）运营该磨坊，该磨坊在每月某個周六的10:00至14:30之间向公众开放。 